# یواس‌اس منراد (ای‌پی‌ای-۲۰۱)
یواس‌اس منراد (ای‌پی‌ای-۲۰۱) (به انگلیسی: USS Menard (APA-201)) یک کشتی بود که طول آن ۴۵۵ فوت (۱۳۹ متر) بود. این کشتی در سال ۱۹۴۴ ساخته شد.